# Волга-Дніпро
«Волга-Дніпро» (рос. «Волга-Днепр») — російська вантажна авіакомпанія, заснована 22 серпня 1990 року в місті Ульяновськ (Росія). Входить до міжнародної групи компаній «Волга-Дніпро».

## Характеристика
Авіакомпанія спеціалізується на авіаперевезеннях надважких і негабаритних вантажів літаками Іл-76ТД-90ВД і Ан-124-100. Здійснює перевезення авіаційним транспортом вантажів для потреб нафтової, газової, аерокосмічної промисловості, важкого машинобудування, гуманітарних і миротворчих місій, транспортує небезпечні вантажі.
З початком російської збройної агресії проти України з групи компаній вийшла українська Авіалінії Антонова, яка на 2017 рік за обсягами перевезень перевершила компанію «Волга-Дніпро».
На балансі компанії 12 літаків Ан-124-100 «Руслан» і 5 модернізованих літаків Іл-76ТД-90ВД.

## Співробітництво з Україною
Компанія у 2006 році розпочала співробітництво з українською компанією Авіалінії Антонова. Відповідно до умов договору російська сторона здійснювала весь логістичний менеджмент, розпоряджаючись літаками Антонова і самостійно розподіляла прибуток, основна частина якого залишалася в Росії. Після розриву договору з початком російської збройної агресії проти України Авіалінії Антонова стабільно нарощували обсяги перевезень і значно випередили російську «Волга-Днєпр».
Після розриву з компанією Авіалінії України в розпорядженні Волга-Дніпро перебували 12 літаків Ан-124-100 «Руслан». Оскільки «Волга-Дніпро» не включена до переліку компаній, які підпадають під дію українських та міжнародних антиросійських санкцій, ці літаки обслуговує українська компанія ДП «Антонов».

## Керівництво
- технічний директор Толмачов Віктор Ілліч (1991—2018)